# 圣塞尔南
圣塞尔南（法語：Saint-Sernin，法語發音：[sɛ̃ sɛʁnɛ̃] ⓘ）是法国阿尔代什省的一个市镇，属于拉让蒂耶尔区。

## 地理
圣塞尔南（44°34'17"N, 4°23'31"E）面积5.78 平方千米，位于法国奥弗涅-罗讷-阿尔卑斯大区阿尔代什省，该省份为法国东南部内陆省份，北起顺时针与卢瓦尔省、伊泽尔省、德龙省、沃克吕兹省、加尔省、洛泽尔省和上盧瓦爾省接壤。
与圣塞尔南接壤的市镇（或旧市镇、城区）包括：阿永、丰镇、拉沙佩勒苏索布纳、圣艾蒂安德丰贝隆、沃居埃。
圣塞尔南的时区为UTC+01:00、UTC+02:00（夏令时）。

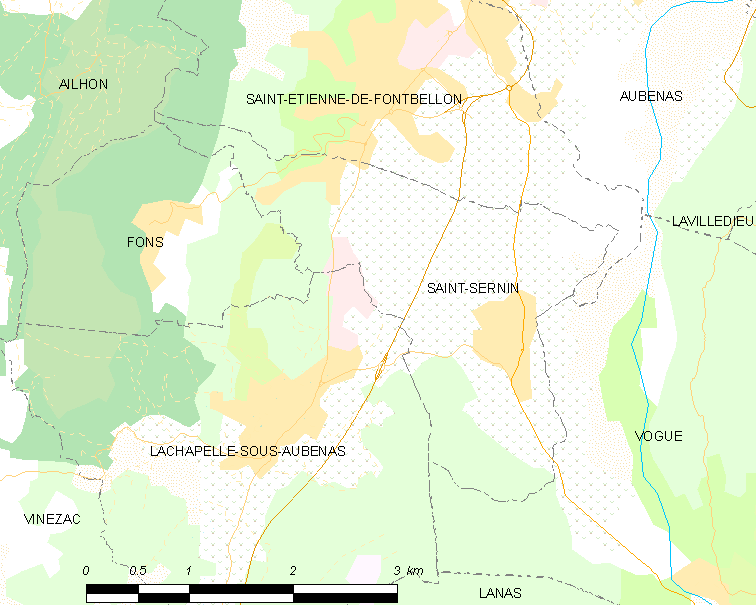
圣塞尔南的OSM定位图

## 行政
圣塞尔南的邮政编码为07200，INSEE市镇编码为07296。

## 政治
圣塞尔南所属的省级选区为欧布纳第二县。

## 人口

1962-2008年间圣塞尔南人口变化图示

圣塞尔南于2022年1月1日时的人口数量为1842人。